# Löffler Pál
Löffler A. Pál (Paul Adolphe Loffler) (Budapest, 1901. január 29. – Párizs, 1979. június 28.) magyar származású francia író, hírlapíró, műfordító.

## Életpályája
1919-ben vöröskatona volt. Román fogság után 1924-ben Párizsba emigrált. 1931–1934 között a Horizont szerkesztője, a Korunk párizsi tudósítója volt. 1953-ban Petőfi-életrajzot adott ki francia nyelven: La vie ďAlexandre Petőfi (Rodez, 1953).

### Munkássága
Élete végéig dolgozott a párizsi Magyar Nyelv és Kultúra Baráti Körében és írt a Franciaországi Magyar Szó című lapba. Szoros barátság fűzte a francia „populista” írókhoz. Kötete jelent meg a magyar népmesékről is. Visszaemlékezései, illetve naplója, forrásértékű dokumentumai a franciaországi munkásirodalomnak és a párizsi magyar emigrációnak. Legjelentősebb munkája az 1974-ben megjelent Journal de Paris ďun exilé (1924-1939). Egy száműzött párizsi naplója, melyben részletesen beszámolt a párizsi proletárok és a magyar emigránsok tevékenységéről.